# 有閑階級

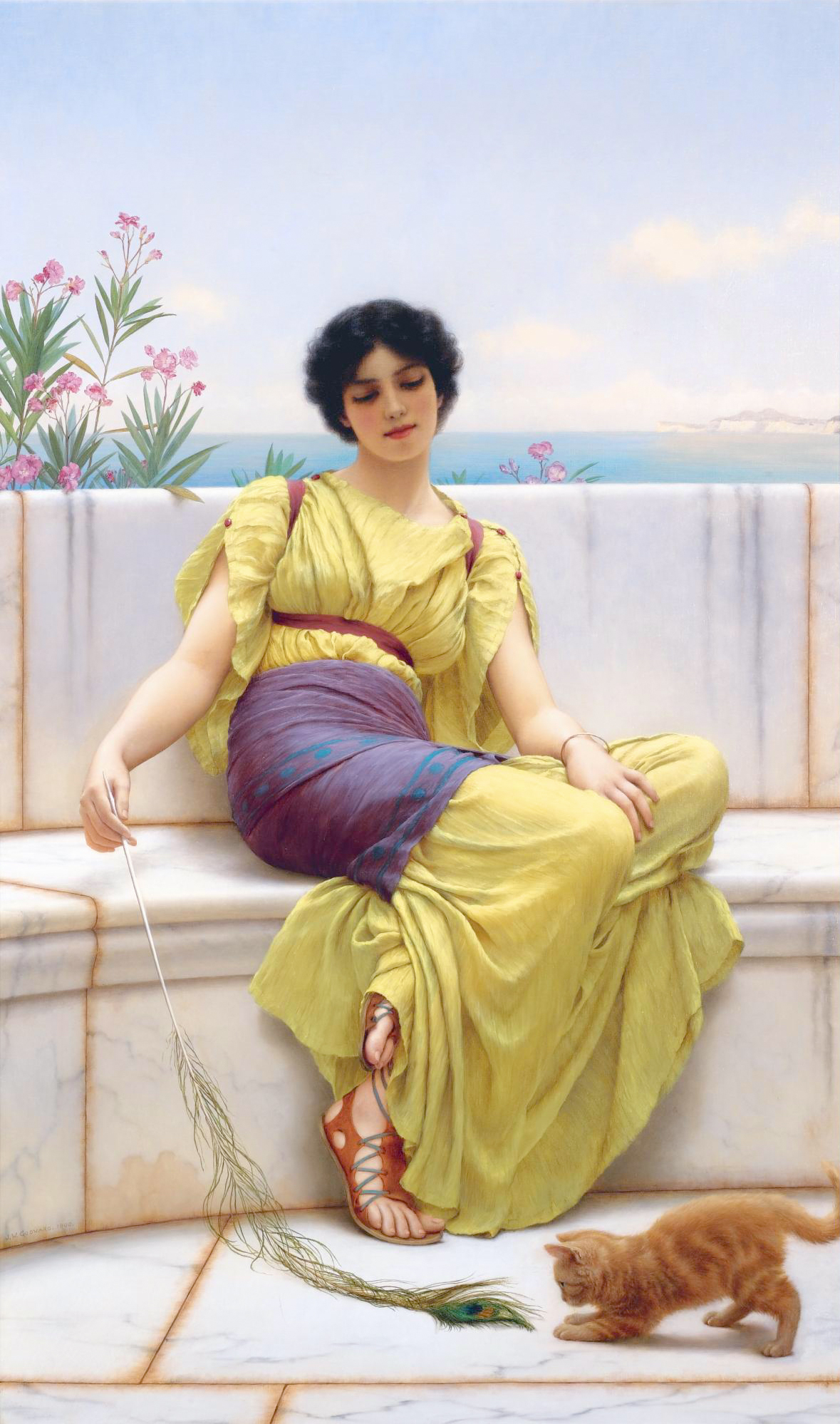
有閑階級の女性（『Idleness』（怠惰）、ジョン・ウィリアム・ゴッドワード、1900年）

有閑階級（ゆうかんかいきゅう、英：Leisure Class）とは社会階級の一つであり、財産を持っているため生産的労働に従事することなく、閑暇を娯楽や社交などに費やしているような階級のことを言う。
これはソースティン・ヴェブレンによって提唱された言葉であり、当時のアメリカ合衆国に存在していたこのような人々を有閑階級とした。これは未開の地であったアメリカが資本主義大国へと発展していく時代であったからこそ生まれた階級であり、開拓者の精神である略奪をするということで他者より優位に立つということの現われであった。無為、怠惰、有閑の印象を与えるこのような階級の特徴は消費の仕方にも現れており、それは実用のためよりも自己顕示をするために消費（Conspicuous consumption, Conspicuous leisure）をしており、非実用的で豪華で大金がかけられていた様であった。

## 有閑夫人
有閑階級の夫人は有閑夫人（ゆうかんふじん）や有閑マダムと呼ばれている。女性評論家の北村兼子によれば1929年時点で有閑夫人は入社1年後の職業婦人に羨まれる存在であったとされる。
大正時代には社交ダンスが登場し有閑階級の間で流行したが、有閑夫人はジゴロで薄給のダンス教師に狙われる存在であったとされる。
有閑夫人を冠した作品には新感覚派の池谷信三郎が1928年より朝日新聞夕刊に連載した「有閑夫人」がある。

## 関連作品
- 高田保『有閑雑記帳』 改造社 1934年